# Погребний Віктор Іванович
Віктор Іванович Погребни́й (нар. 21 лютого 1932, Переяслав) — український майстер обробки художнього скла.

## Біографія
Народився 21 лютого 1932 у місті Переяславі (нині Київська область, Україна). З 1947 року працював на Київському заводі художнього скла.

## Творчість
Твори виконував з кришталевого скла видуванням. Серед них:
- ваза «Золотиста» (1970);
- попільниця (1971);
- вази (1974, 1979).

Окремі роботи майстра зберігаються в Музеї українського народного декоративного мистецтва у Києві.

## Відзнаки
- Заслужений майстер народної творчості УРСР з 1980 року;
- Нагороджений орденом Трудового Червоного Прапора.